# Castes au Mali
Les castes au Mali, comme dans beaucoup de sociétés d'Afrique de l'ouest (Guinée, Sénégal, Burkina...), correspondent à une stratification sociale encore actuelle dont l'origine remonte à l'empire du Mali.

## Origine
Pour certains historiens, la création des castes au Mali a lieu sous le règne de Soundiata Keita, au XIIIe siècle, afin de structurer la société de l'empire, et de définir les rôles joués par les uns et les autres pour la bonne marche des affaires de l'empire. En fait, avant même la création des castes, il existait déjà une structuration de fait de la société et un certain niveau de partage des responsabilités.

## Les différentes castes
Selon la tradition orale, la société est divisée en 30 clans ou familles fondés sur l’appartenance à un ancêtre commun : les hommes libres, les griots, les marabouts, les artisans, les forgerons, etc. Ces clans sont, à leur tour, subdivisés en 2 grands groupes : les Horon et les Nyamakala.
Ces clans ont été répertoriés en 1236 dans la charte de Kurukan Fuga, ou du Manden, établie par le roi Soundjata Keïta et un collège de généraux, de sages et de hauts dignitaires de l’empire.

### Les Horons
Ces trois castes sont appelées Horon par opposition aux castes des Nyamakala. 
- Les Massaren (Princes consensuels), notamment descendants de Soundiata Keïta.
- Les Tondjon (les chasseurs).
- Les Mori (les marabouts), qui facilitaient la vulgarisation de l’islam et représentaient l’autorité religieuse

Les patronymes les plus fréquents chez les Horon sont WAGUE,  Maïga, Cissé, Dramé, Touré, Fofana, Diakhité, Gassama Diaby, Coulibaly, Mansaré, Camara, Sissoko, Doumbia, Diawara, Soumaré, Keïta, Traoré, Konaté, Souma, Dansoko, Diarra, magassa, Bagayoko,Soumbounou...

### Les Nyamakala
Les Nyamakala (les griots, forgerons, cordonniers, bûcherons, etc.) sont aussi appelés gens de caste ou castés, 
- Les griots (ou djeli) jouent un rôle important dans la société malienne. Lors des baptêmes, mariages, et autres événements festifs, ils sont toujours les premiers invités notamment pour chanter ou dire les louanges de telles ou telles familles. Les djeli sont aussi considérés comme les gardiens de la mémoire collective depuis des siècles. Les patronymes les plus fréquents chez les djeli sont : TOUNKARA, (que l'on peut trouver chez les nobles aussi), Kouyaté, Tounkara, etc.

- Les forgerons (ou noumou en bambara), d'après certaines légendes, descendraient Noum Fayiri, qui a percé les secrets des forges et les a transmis à ses descendants. Certains les relient au « Roi-Forgeron » Soumaoro Kanté et à son royaume de Sosso. Les patronymes les plus fréquents chez les forgerons sont : Ballo, Kanté, Fané,  Sinayoko, etc.
- Les Garankés sont, à l'origine, des maroquiniers, bottiers, cordonniers. Les patronymes les plus fréquents chez les Garankés sont Soumounou, Simaga, Saké.

- Les  serviteurs (djons)

## Relations entre les castes
Les différences entre castes tendent à s'estomper avec le temps, tout particulièrement en ce qui concerne les métiers exercés. Toutefois, ces divisions sociales perdurent dans les mentalités.
Ainsi, il est toujours très mal vu pour un « horon » (noble) de devenir chanteur, métier réservé aux djeli. Par ailleurs, les mariages intercastes, notamment entre horon et nyamakalan, sont très rares et mal acceptés.
Les djons sont parfois vus comme les esclaves des horons.

## L’histoire des noumouVoir aussi
- Castes en Afrique